# 中野市立南宮中学校
中野市立南宮中学校（なかのしりつ なんぐうちゅうがっこう、Nakano City Nangu J.H. School）は、長野県中野市にある公立中学校。

## 概要
南宮中学校は中野市の中心部にある学校である。2010年度現在は600人の生徒が在籍、職員数は50人。「歌声の響く、生徒が主役の学校」を目指している。作曲家の久石譲が卒業した学校でもあり、長野県でも人数の多い学校である。制服は男子が学生服、女子はブレザー。学校内では学校指定の運動着である。

## 目指す生徒像
- 自信と思いやりを持ち、より豊かな集団の一員になろうとする生徒
- 適切な判断ができ、行動する生徒
- 目標をもち、ねばりづよく、創意工夫して解決にあたる生徒

## 学校教育目標
- 学びあい、鍛え合い，支え合って、共に高め合う生徒の育成

## 沿革
- 1947年 - 中野町立中野中学校、日野村立日野中学校、延徳村立延徳中学校設立、各小学校に併設される。
- 1954年 - 市制施行により各校は中野市立となる。
- 1955年 - 中野中学校と日野中学校が廃校し、南宮中学校開校
- 1957年 - 南宮中学校竣工式、開校式挙行
- 1958年 - 延徳中学校統合
- 1996年 - 改築工事起工
- 1997年 - 体育館、技術家庭科棟竣工
- 1996年 - 普通教室棟竣工
- 1998年 - 管理特別教室棟竣工
- 1999年 - 総合竣工式
- 2002年 - 学校評議員制度導入
- 2007年 - 武道場竣工
- 2011年 - テニスコート竣工

中世、中野郷には中野氏一族が地頭として栄え、中野氏は中野郷の中心に産土神として諏訪の神を祀った。それが南宮である。明治時代、南宮神社が中町の神社に合併されたため、その跡地に、昭和30年12月1日(1955年)、南宮中学校が誕生した。
南宮（諏訪）神社にちなんでその紋所の「かじの葉」をとり、その中程に、南宮中学校が郷土の文化発展に寄与しようとの願いをこめて中野市章を配置し校章とした。

## 主な行事
- 4月 - 入学式、始業式、家庭訪問、修学旅行（3年生）
- 7月 - キャンプ（1年生）、登山（2年生）
- 9月 - 蒼龍祭(学校祭)
- 11月 - 職場体験（2年生）
- 3月 - 卒業式

長らく学校祭に名称がなかったが、1998年に名称を生徒から募集することになった。その際、学校祭命名委員会により、「蒼龍祭」、「蒼葉祭（あおばさい）」、「南宮祭」に絞られ、投票の結果、「蒼龍祭」が選ばれた。「蒼」は校章の梶の葉が蒼々と茂る様を表し、「龍」は中野市をかつて治めていた高梨氏ゆかりの黒姫物語に由来する。さらに「蒼龍」は年輪を重ね、うねった松の大木を例えている。

## アクセス
- 長野電鉄 信州中野駅より徒歩約10分

## 出身有名人
- 牧秀悟 - プロ野球選手（横浜DeNAベイスターズ）[1]